# 箕形町
箕形町（みがたちょう）は、大阪府和泉市の中部地域にある町名。

箕形は古くからの歴史を持つ町であり、室町時代には南朝方によって設けられたとされる「箕形城」という城砦が存在したと伝えられている。春には大日寺で桜が美しく咲き誇り、多くの人々が訪れる。町内にはため池が点在し、マガモやアオサギ、トンボなどの生物が飛来するなど、自然環境も豊かである。

## 地理
和泉市中部地域の北西部に位置し、周囲を寺田町、弥生町、いぶき野、唐国町、および岸和田市（摩湯町、東ヶ丘町）と接している。

市内を南北に流れる松尾川が形成する松尾谷の北部にあたる。

### 河川・ため池
- 松尾川
- フノコ池 - 箕形町3
- 中津池 - 箕形町3
- 盆の池 - 箕形町3
- 箕形今池 - 箕形町6

### 名所・旧跡
- マイ山古墳

箕形町、唐国町、および岸和田市にまたがる丘陵にあった遺跡。2007年（平成19年）の発掘調査では、墳丘が全長30メートル以上の前方後円墳であることが判明した。

現在は宅地開発のため古墳自体は残っていないが、第2主体部が現地の公園（唐国8号公園）に移築復元されている。

## 歴史

### 地名の由来
箕形（みがた）は、かつてその地域の形状が穀物を集める農具である「箕（みの）」に似ていたことから「箕形」と呼ばれるようになったと伝えられている。

### 沿革
かつての箕形村は1605年（慶長10年）の和泉国絵図に「ミかた村」と見られる村名。

明治に入ると和泉郡箕形村となり、1889年（明治22年）には和泉郡寺田村・箕形村・唐国村・内田村の合併により北松尾村が発足し、村域を「大字箕形」に改称。「大字唐国」に村役場を設置。その後、1896年（明治29年）に郡制の施行により泉北郡に属する。1956年（昭和31年）には和泉町、泉北郡北池田村・南池田村・北松尾村・南松尾村・横山村・南横山村の合併により和泉市が発足し「箕形町」に改称。
- 1956年（昭和31年）09月01日 - 1町6村の合併により和泉市が発足。
- 1979年（昭和54年）05月01日 - 観音寺町、寺門町、寺田町、および箕形町の接している地域を区画整理し、新たに弥生町が誕生。箕形町の一部が弥生町2丁目となる[13]。

## 住居表示
町内全域で住居表示が実施されている。街区と実施年月日は以下の通りである。
| 丁目         | 街区   | 実施年月日                 |
| ------------ | ------ | -------------------------- |
| 箕形町一丁目 | 1-8番  | 2000年（平成12年）12月04日 |
| 箕形町二丁目 | 1-12番 | 2000年（平成12年）12月04日 |
| 箕形町三丁目 | 1-10番 | 2000年（平成12年）12月04日 |
| 箕形町四丁目 | 1-6番  | 2000年（平成12年）12月04日 |
| 箕形町五丁目 | 1-12番 | 2000年（平成12年）12月04日 |
| 箕形町六丁目 | 1-9番  | 2000年（平成12年）12月04日 |

## 人口統計

### 人口と世帯数
2024年（令和06年）09月末日現在の人口と世帯数は以下の通りである。
| 丁目         | 男      | 女      | 丁目計  | 世帯数    |
| ------------ | ------- | ------- | ------- | --------- |
| 箕形町一丁目 | 375人   | 358人   | 733人   | 383世帯   |
| 箕形町二丁目 | 341人   | 354人   | 695人   | 284世帯   |
| 箕形町三丁目 | 279人   | 278人   | 557人   | 233世帯   |
| 箕形町四丁目 | 214人   | 208人   | 422人   | 224世帯   |
| 箕形町五丁目 | 429人   | 434人   | 863人   | 409世帯   |
| 箕形町六丁目 | 378人   | 419人   | 806人   | 364世帯   |
| 計           | 2,025人 | 2,051人 | 4,076人 | 1,897世帯 |

### 年齢別人口
2024年（令和06年）09⽉末⽇現在の年齢別人口は以下の通りである。
| 丁目         | 0-14歳 | 15-64歳 | 65歳以上 | 丁目計  |
| ------------ | ------ | ------- | -------- | ------- |
| 箕形町一丁目 | 77人   | 514人   | 142人    | 733人   |
| 箕形町二丁目 | 59人   | 505人   | 131人    | 695人   |
| 箕形町三丁目 | 107人  | 335人   | 115人    | 557人   |
| 箕形町四丁目 | 56人   | 300人   | 66人     | 422人   |
| 箕形町五丁目 | 109人  | 594人   | 160人    | 863人   |
| 箕形町六丁目 | 131人  | 522人   | 153人    | 806人   |
| 計           | 539人  | 2,770人 | 767人    | 4,076人 |

※0-14歳は年少人口、15-64歳は生産年齢人口、65歳以上は老年人口を表す。

### 人口の変遷
国勢調査による人口の推移。
| 年                 | 人口  |
| ------------------ | ----- |
| 1995年（平成07年） | 2,318 |
| 2000年（平成12年） | 3,164 |
| 2005年（平成17年） | 3,319 |
| 2010年（平成22年） | 3,909 |
| 2015年（平成27年） | 4,143 |
| 2020年（令和02年） | 4,314 |

### 世帯数の変遷
国勢調査による世帯数の推移。
| 年                 | 世帯数 |
| ------------------ | ------ |
| 1995年（平成07年） | 754    |
| 2000年（平成12年） | 1,085  |
| 2005年（平成17年） | 1,152  |
| 2010年（平成22年） | 1,403  |
| 2015年（平成27年） | 1,523  |
| 2020年（令和02年） | 1,668  |

## 小・中学校の通学区域
市立小・中学校の通学区域は以下の通りである。
| 丁目         | 街区 | 小学校               | 中学校             |
| ------------ | ---- | -------------------- | ------------------ |
| 箕形町       | 全域 | 和泉市立北松尾小学校 | 和泉市立石尾中学校 |
| 箕形町一丁目 | 全域 | 和泉市立北松尾小学校 | 和泉市立石尾中学校 |
| 箕形町二丁目 | 全域 | 和泉市立北松尾小学校 | 和泉市立石尾中学校 |
| 箕形町三丁目 | 全域 | 和泉市立北松尾小学校 | 和泉市立石尾中学校 |
| 箕形町四丁目 | 全域 | 和泉市立北松尾小学校 | 和泉市立石尾中学校 |
| 箕形町五丁目 | 全域 | 和泉市立北松尾小学校 | 和泉市立石尾中学校 |
| 箕形町六丁目 | 全域 | 和泉市立北松尾小学校 | 和泉市立石尾中学校 |

## 産業事業所数と従業者数
2021年（令和03年）現在の経済センサス調査による事業所数と従業員数は以下の通りである。
| 丁目         | 事業所数 | 従業員数 |
| ------------ | -------- | -------- |
| 箕形町一丁目 | 24箇所   | 100人    |
| 箕形町二丁目 | 16箇所   | 74人     |
| 箕形町三丁目 | 29箇所   | 134人    |
| 箕形町四丁目 | 31箇所   | 244人    |
| 箕形町五丁目 | 23箇所   | 183人    |
| 箕形町六丁目 | 20箇所   | 285人    |
| 計           | 143箇所  | 1,020人  |

## 交通

### 鉄道
- 町内に鉄道路線や鉄道駅はない。

### 路線バス
- 南海バス光明池営業所管内[22]
  - 春木川線
- 南海ウイングバス本社営業所管内[22]
  - 東ヶ丘線
- 停留所
  - 下箕形
  - 箕形

### 主な道路
高速自動車国道・一般国道・一般府道
- 大阪府道223号三林岡山線
- 大阪府道226号父鬼和気線

市道
- 和泉市道和泉中央線（和泉市11号線）
- 和泉市道和泉台唐国内田線（和泉市69号線）

## 施設

### 神社・仏閣・祭事

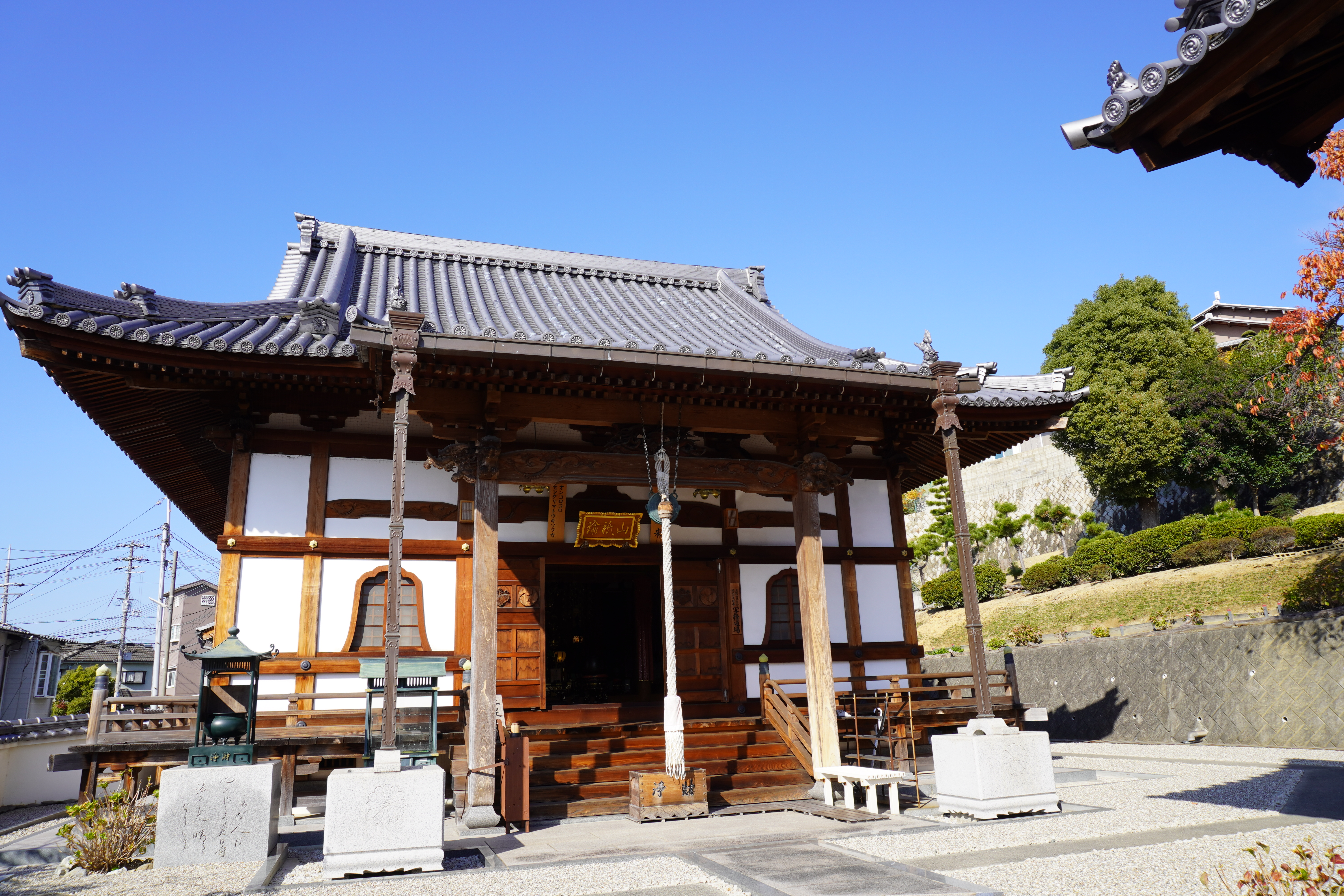
高野山真言宗大日寺 - 箕形町1-7-35
  - 和泉八十八ヶ所霊場第八十三番札所
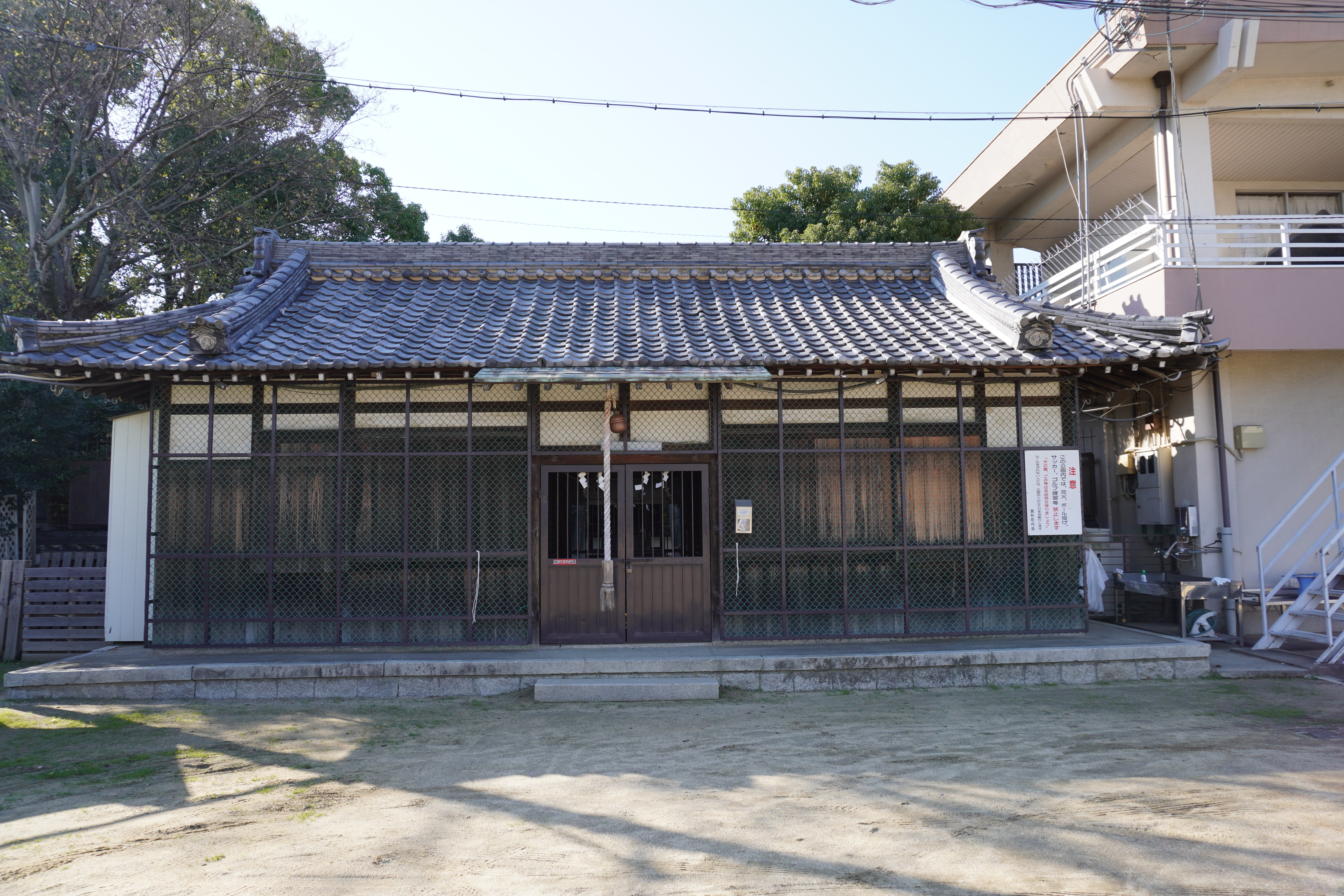
八坂神社 - 箕形町5-1-1
- 箕形町地車庫 - 箕形町2-12

### 警察・消防・医療機関
- 消防団（第二分団箕形班）[23]
- 和泉中央病院 - 箕形町6-9-8

### その他
- 箕形公民館 - 箕形町5-1-33
- 和泉箕形郵便局 - 箕形町3-2-29